# Amblysomus marleyi
Amblysomus marleyi är en däggdjursart som beskrevs av Roberts 1931. Amblysomus marleyi ingår i släktet Amblysomus och familjen guldmullvadar. Inga underarter finns listade.
Denna guldmullvad förekommer i östra Sydafrika och kanske i angränsande delar av Swaziland. Utbredningsområdet är bara 5000 km² stort. Arten vistas i en bergstrakt som är täckt av skog, buskskog och savann. Djuret hittas även i trädgårdar.
Amblysomus marleyi hotas av habitatförlust på grund av ökat urbanisering. Svedjebruk och tamhundar samt tamkatter dödar flera individer. Beståndets utveckling är okänt men IUCN listar arten på grund av hoten och det begränsade utbredningsområde som starkt hotad (EN).
Arten blir 9 till 12 cm lång (huvud och bål). Den har mörk rödbrun päls på ovansidan och ljusare orangebrun till gråbrun päls vid buken. Hos flera individer förekommer vita strimmor från nosen till ögonen. Kännetecknande är de ganska smala klorna vid framtassarna.
Amblysomus marleyi lever liksom andra guldmullvadar i underjordiska tunnelsystem. Tunnlar nära markytan är enklare och används för att leta efter föda. Dessutom finns ett system av djupare gångar med flera kamrar som används för längre vistelse. Arten äter främst insekter.